# Ezequiel de la Serna
León Ezequiel del Corazón de Jesús de la Serna Gómez (Buenos Aires, 11 de abril de 1855 - La Plata, 15 de marzo de 1913) fue un militar y político argentino, que falleció en el año 1913, siendo Gobernador de la provincia de Buenos Aires.

## Carrera militar y política
Ezequiel de la Serna nació el 11 de abril de 1855 en la ciudad de Buenos Aires, fruto del matrimonio entre Ezequiel de la Peña Serna y Julia Gómez Arenas; fue bautizado en esa misma ciudad el 13 de julio de ese año.
Se incorporó al Ejército Argentino a los 16 años para prestar servicios en la frontera de la provincia de Salta con el Chaco, para después servir en la frontera sur de la provincia de Buenos Aires. Participó en la batalla de La Verde a órdenes del coronel José Inocencio Arias y en la construcción de la Zanja de Alsina. Participó también en la Conquista del Desierto.
Tomó parte en la revolución de 1880, participando en las batallas de Corrales y Puente Alsina. Fue dado de baja al fracasar la revolución.
Formó parte de la Comisión Provincial de Aguas Corrientes de La Plata y fue oficial del cuerpo provincial de guardiacárceles.
Reincorporado al Ejército Nacional, y con el grado de mayor, tuvo un papel importante en la represión de la revolución radical de 1893, secundando al coronel Ramón L. Falcón-
Fue elegido diputado provincial en 1894 y reelegido en 1898, y tuvo la responsabilidad de organizar una milicia provincial en previsión de una guerra con Chile. Por iniciativa del gobernador Guillermo Udaondo fue ascendido al grado de coronel. Entre 1902 y 1910 fue diputado nacional por el Partido Autonomista Nacional. Fue un firme aliado tanto del gobernador Irigoyen como del presidente José Figueroa Alcorta.

## Vicegobernador y gobernador
Fue elegido vicegobernador por la fórmula del Partido Conservador en 1910, como segundo del gobernador, general Inocencio Arias. Tales elecciones se vieron empañadas por el sistema poco transparente que las caracterizaba ya que se daban las paletas del partido en sobres cerrados a los votantes, quiénes a la salida de los comicios debían entregar como prueba el sobre que les entregaban en la mesa electoral.
A principios de septiembre de 1912, el gobernador Arias se sintió repentinamente muy enfermo, falleciendo el día 12. De inmediato asumió el gobierno el coronel De la Serna.
Gran parte de su gestión estuvo orientada a llevar adelante una reforma de la ley electoral con defectos que la hicieron insuficiente como garantía de limpieza electorial.
Durante su mandato se discutió la creación del Partido de Esteban Echeverría, a la que De la Serna se opuso vigorosamente; la ley que creaba ese partido sería sancionada poco después de su fallecimiento. acudió a la inauguración de la rambla de Mar del Plata
A medidos de marzo, aún más inesperadamente que lo que ocurrió con la muerte de Arias, falleció el gobernador De la Serna. Sus restos descansan en el cementerio de La Plata.
Fue sucedido por el presidente del senado provincial, que llamó a elecciones, de las que resultó vencedor Juan Manuel Ortiz de Rosas. Este falleció menos de dos meses más tarde. Arias, De la Serna y Ortiz de Rosas fueron los tres únicos gobernadores de Buenos Aires en fallecer en ejercicio de su mandato, y los tres fallecieron en menos de un año. Su breve administración se caracterizó por la falta de control en las cuentas públicas y por un gasto general que ahogaba las finanzas de la provincia.